# Ибрагим, Абдулрахман
Абдулрахман ибн Ибрагим (имя при рождении — Абдурахман Ибрагимович Ирбайханов, 25 июля 1981, Хасавюрт, Дагестанская АССР, РСФСР, СССР) — российский и катарский борец вольного стиля.

## Карьера
Является воспитанником хасавюртовской школы борьбы. Принял гражданство Катара. В марте 2012 года неудачно выступил на азиатском отборе к Олимпийским играм в Лондоне. По словам борца в  Катаре проблема со спарринг-партнерами, поэтому он часто езит домой в Хасавюрт. Является четырёхкратным победителем чемпионата арабских стран. Бронзовым призёром игр франкоязычных стран 2013 года и серебряным призёром Пан-арабских игр 2011 года.

## Личная жизнь
Он приходится двоюродным братом олимпийскому чемпиону в составе Турции Рамазану Шахину и сыном заслуженному тренеру России Ибрагиму Ирбайханову.

## Выступления на крупных соревнованиях
- Чемпионат мира по борьбе 2011 — 21;
- Чемпионат Азии по борьбе 2012 — 13;
- Чемпионат мира по борьбе 2013 — 33;
- Чемпионат мира по борьбе 2014 — 25;
- Чемпионат Азии по борьбе 2014 — 10;
- Чемпионат Азии по борьбе 2015 — 12;
- Чемпионат Азии по борьбе 2016 — 14;
- Чемпионат Азии по борьбе 2016 — 14;
- Чемпионат Азии по борьбе 2017 — 11;
- Чемпионат мира по борьбе 2017 — 30;
- Чемпионат Азии по борьбе 2019 — 5;
- Чемпионат мира по борьбе 2019 — 11;
- Чемпионат Азии по борьбе 2020 — 9;